# Vulcão San Pablo
O vulcão San Pablo é um vulcão dos Andes na região de Antofagasta, Chile a 6092 metros de altitude. Está ligado ao vulcão San Pedro por um colo alto.